# L'uomo mascherato contro i pirati
L'uomo mascherato contro i pirati è un film del 1964 diretto da Vertunnio De Angelis (con lo pseudonimo di Dean Vert).

## Trama
Nel 1659, il capitano pirata Garcia e il suo equipaggio affondano una nave spagnola, imprigionando Anne, la principessa d'Aragona. Juarez, dopo aver protetto la vita di Garcia durante il combattimento, la guadagna come premio. Quando i pirati raggiungono la loro isola, arriva Rodriguez, uno schiavista.